# Orbanići (gmina Žminj)
Orbanići – wieś w Chorwacji, w żupanii istryjskiej, w gminie Žminj. W 2011 roku liczyła 106 mieszkańców.